# 325455 Della Valle
325455 Della Valle è un asteroide della fascia principale. Scoperto nel 2009, presenta un'orbita caratterizzata da un semiasse maggiore pari a 3,1497193 UA e da un'eccentricità di 0,1245988, inclinata di 10,41436° rispetto all'eclittica.
L'asteroide è dedicato all'astronomo italiano Massimo Della Valle.